# Ramón Torralba
Ramón Torralba y Larraz (Ardisa, Aragón, 1895 - México, 1986) fue un futbolista español de los años 1910 y 1920.

## Trayectoria
A pesar de nacer en Aragón, con sólo seis meses se trasladó a Cataluña, donde se hizo futbolista. Era conocido popularmente como el viejo por su dilatada trayectoria en el primer equipo del Barça, donde fue más de 15 años titular del equipo. Jugaba de centrocampista, donde formó una gran línea medular junto a Sancho y Samitier. Durante bastantes años mantuvo el récord de partidos jugados en el club hasta que fue superado por Joan Segarra en la década de los sesenta. Jugó un total de 475 partidos y marcó 16 goles entre 1914 y 1928.
Fue el primer jugador de la historia del Barça en recibir un homenaje, el 4 de febrero del 1917, en el campo de la calle Industria. Se retiró el 1 de julio de 1928, en el campo de Les Corts después de un segundo partido de homenaje. Tras retirarse marchó a vivir en México, volviendo en Cataluña en 60.

## Palmarés
- 5 Campeonatos de España: 
  - 1919-20, 1921-22, 1924-25, 1925-26, 1927-28
- 10 Campeonatos de Cataluña:
  - 1915-16, 1918-19, 1919-20, 1920-21, 1921-22, 1923-24, 1924-25, 1925-26, 1926-27, 1927-28
- 1 Copa de Campeones:
  - 1927-28